# Мягковолосник водный
Мягковоло́сник водный (лат. Stellaria aquatica) — вид двудольных цветковых растений семейства Гвоздичные (Caryophyllaceae). Русскоязычное название используется по устаревшему синониму Myosoton aquaticum, когда вид выделялся в самостоятельный монотипный род Myosoton. По современной классификации относится к роду Stellaria (Звездчатка) и более корректным именованием (перевод с латыни) является Звездчатка водная, которое однако ещё не встречается в ботанических авторитетных источниках.

## Название
Родовое латинское название устаревшего синонима Myosoton происходит от др.-греч. μυός — «мышь» и др.-греч. ωτός — «ухо» и дано по форме листьев этого растения. Русскоязычное название «Мягковолосник» дано по ещё одному устаревшему родовому синониму лат. Malachium Fr. — «мякотник», которое происходит от греческого слова др.-греч. μαλακός — мягкий, нежный, по характеру опушения растения.
Видовой эпитет лат. aquaticum, использованный Карлом Линнеем, означает «водный» — по местообитанию .

## Ботаническое описание

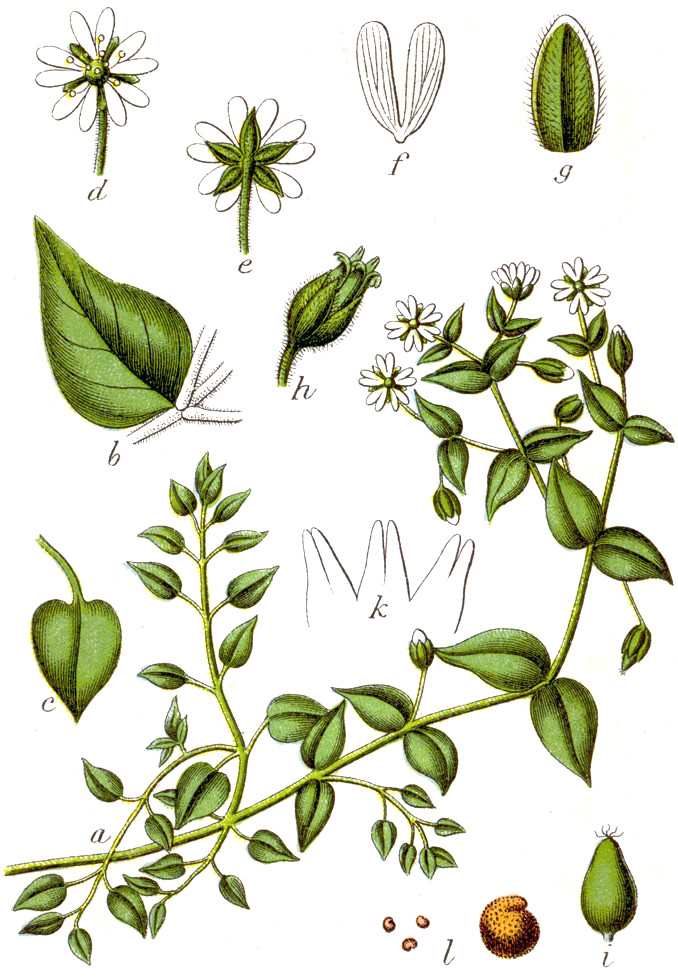

Звездчатка водная — многолетнее травянистое растение с приподнимающимся простым или ветвистым стеблем.
Прикорневые листья на черешках, стеблевые листья обычно сидячие, яйцевидной или широко-эллипсоидальной формы, заострённые к концу.
Цветки собраны в рыхлые щитковидные дихазиальные соцветия в пазухах листьев и на концах побегов. Прицветники парные, супротивные, листовидные, цветоножки после цветения поникающие, железисто опушённые. Чашечка, железисто опушённая, разделена на 5 чашелистиков яйцевидной формы, зелёного цвета, по краю иногда беловатая. Венчик из пяти белых лепестков, каждый из которых глубоко разделён на две доли. Тычинки в количестве десяти, иногда недоразвитые, свободные.
Нижний круг тычинок, супротивный чашелистикам, служит для перекрёстного опыления, а внутренний круг, состоящий также из пяти тычинок и супротивный лепесткам — для самоопыления. Пестики в количестве пяти — шести, нитевидные.
Формула цветка:{\displaystyle \ast K_{5}\;C_{5}\;A_{10}\;G_{({\underline {5}})}}.
Плод — яйцевидная или почти шаровидная коробочка, при созревании раскрывающаяся пятью — шестью створками. Семена мелкие, многочисленные, тёмно-коричневые или чёрные.
В Средней России цветёт в июне — августе; семена созревают в июле — сентябре.
Число хромосом 2n = 28.

## Ареал
Европейско-североазиатский вид.
Общее распространение: Кавказ, Западная Сибирь, Восточная Сибирь, Скандинавия, Средняя Европа, Атлантическая Европа, Япония, Китай, Северная Америка (заносное).
В России распространён в европейской части, Предкавказье и Сибири и отдельных районах Дальнего Востока.
В средней полосе Европейской части России растёт по берегам ручьёв и речек, широколиственным и смешанным лесам, окраинам ольшаников, лесным дорогам, иногда на вырубках, на хорошо увлажнённых местах и в полутени.

## Хозяйственное значение и применение
Содержит в надземной части флавоноиды. Используется в качестве настоя при грыже, женских болезнях, кашле, как припарки — при ревматизме, при опухолях селезёнки и желудка.
Сорняк в посевах. Хорошая кормовая трава, увеличивающая удой коров. В семенах содержится масло годное в пищу.

## Классификация
Вид неоднократно менял таксономическое положение и относился ко многим родам семейства Гвоздичные. Впервые описан К. Линнеем в 1753 году в Species Plantarum из Европы (Нидерландов) («Habitat ad littora lacuum Europae»), когда был помещён в род Cerastium. В 1794 году немецкий ботаник Конрад Мёнх перенёс его в род Myosoton.

Лектотип (Turill, 1956): «Herb. Linn. № 604.1» (LINN).

### Таксономия
Stellaria aquatica Scop., 1771, Fl. Carniol. , ed. 2, 1: 319
Вид Звездчатка водная относится к роду Звездчатка (Stellaria) семейства Гвоздичные (Caryophyllaceae) порядка Гвоздичноцветные (Caryophyllales). Кладограмма в соответствии с Системой APG IV по состоянию на декабрь 2023 года:
|  |                                      |  |                                   |                                   |                      |  | ещё 40 семейств | ещё 40 семейств |                   |  |  |  | еще 121 подтвержденный вид и 262 вида, ожидающих подтверждения |
|  |                                      |  |                                   |                                   |                      |  | ещё 40 семейств | ещё 40 семейств |                   |  |  |  | еще 121 подтвержденный вид и 262 вида, ожидающих подтверждения |
|  |                                      |  |                                   | порядок Гвоздичноцветные          |                      |  |                 |                 | род Звездчатка    |  |  |  |                                                                |
|  |                                      |  |                                   | порядок Гвоздичноцветные          |                      |  |                 |                 | род Звездчатка    |  |  |  |                                                                |
|  | отдел Цветковые, или Покрытосеменные |  |                                   |                                   | семейство Гвоздичные |  |                 |                 | Звездчатка водная |  |  |  |                                                                |
|  | отдел Цветковые, или Покрытосеменные |  |                                   |                                   | семейство Гвоздичные |  |                 |                 |                   |  |  |  |                                                                |
|  |                                      |  | ещё 63 порядка цветковых растений | ещё 63 порядка цветковых растений |                      |  |                 | еще 97 родов    | еще 97 родов      |  |  |  |                                                                |
|  |                                      |  |                                   | ещё 63 порядка цветковых растений |                      |  |                 |                 | еще 97 родов      |  |  |  |                                                                |

### Синонимы
- Alsine aquatica Britton
- Alsine uliginosa Vill.
- Cerastium aquaticum L.basionym
- Cerastium aquaticum (L.) Fr.
- Cerastium deflexum Ser.
- Cerastium maximum Gilib.
- Cerastium petiolare Hance
- Cerastium scandens Lej.
- Larbrea aquatica Ser.
- Malachium aquaticum (L.) Fr.
- Malachium calycinum Willk.
- Myosanthus aquaticus (L.) Desv.
- Myosoton aquaticum Moench